# آيت محند (إيمي نتليت)
آيت محند هي إحدى مشيخات المملكة المغربية، تتبع جغرافيا لإقليم الصويرة وإداريًا لإيمي نتليت. يقدر عدد سكانها بـ 6029 نسمة حسب الإحصاء الرسمي للسكان والسكنى لسنة 2004.